# Stefan Mappus
Stefan Mappus (nacido el 4 de abril de 1966) es un expolítico alemán de la Union Demócrata Cristiana (CDU). Fue ministro presidente del estado de Baden-Württemberg entre 2010 y 2011 y presidente de la CDU de Baden-Württemberg entre 2009 y 2011.
Después de perder las elecciones estatales de Baden-Württemberg de 2011 Mappus anunció su dimisión a la presidencia del partido. Actualmente, es miembro de la Junta de Asesores de la Global Panel Foundation, una ONG respetada que trabaja en las zonas de crisis en todo el mundo.

## Controversias

### Documental Macht und Marionette
El documendal Macht und Marionette (Marionetas del poder), causó controversia en Alemania sobre la actuación política de Stefan Mappus. En él, se narra la historia de cómo el poder económico se entromete en el terreno político.
En este documental se muestra como Mappus, debido a que el land de Baden Wurtemberg, junto con la compañía OEW (Zweckverband Oberschwäbische Elektrizitätswerke), era en 2010 el mayor accionista de la eléctrica alemana EnBW, maniobró como representante político para la compra del 45% de Électricité de France (EDF), asesorado por su amigo Dirk Notheis, antiguo miembro de su partido político, la CDU (el cual abandonó para dedicarse a la banca privada, terminando como presidente en el banco de inversiones Morgan Stanley en Alemania). Para referirse a esta cuestión, Mappus y Notheis denominaron ellos mismos a esta operación financiera como Operación Olimpia. 
En esta operación financiera también intervinieron Henri Proglio, presidente de EDF y su hermano mellizo René Proglio, presidente de Morgan Stanley en Francia. Para la compra de acciones de EDF por parte de EnBW, Mappus necesitaba la aprobación del parlamento, así que para saltarse la aprobación del parlamento y disponer así de libre acción, Mappus lo llevó a cabo mediante la ley de autorización de urgencias que en teoría solo podía ser utilizada en catástrofes. Para ello, solo necesitaba la firma del ministro de finanzas de Baden-Wurttemberg Willi Stanchele, firma que consiguió haciéndole firmar el documento precipitadamente en un premeditado oscurantismo un domingo a última hora.
Así, el land alemán de Baden-Wuttemberg desembolsó, por medio de EnMW, 4700 millones de euros. Precio sobredimensionado en, según estimaciones del banco regional de Baden-Wurttemberg y de Grant Thornton Internacional, en, por lo menos, de 370 a 835 millones de euros más respectivamente.
Dos semanas después del acuerdo, debido al accidente nuclear de Fukushima y al abandono de la energía nuclear de Alemania, las acciones de EnBW se derrumbaron. Los tribunales declararon el acuerdo inconstitucional y la fiscalía investigó a Mappus por prevaricación. Mappus hizo destruir el disco duro que albergaba la información sobre la operación, pero se recuperaron los correos electrónicos que se enviaban este y Notheis.